# Minquiers
Minquiers (engelska: The Minkies, The Minquiers) är en grupp av öar och rev i Jersey. De ligger söder om Jersey, 25 km söder om huvudstaden Saint Helier. Det finns inga samhällen i närheten.